# Tour des Alpes
Pour les articles homonymes, voir Trentin.
Ne doit pas être confondu avec Alps Tour ou Tour des Alpes-Maritimes et du Var.
Le Tour des Alpes, officiellement Tour of the Alps (dénommé Tour du Trentin ou Giro del Trentino jusqu'en 2016) est une course cycliste sur route par étapes, disputée en Italie et en Autriche. Jusqu'en 2016, l'épreuve a lieu exclusivement dans le Trentin-Haut-Adige en Italie. À partir de 2017, le nord de l'Italie et l'ouest de l'Autriche sont ajoutés au parcours.
Organisée au mois d'avril, la course est une préparation prisée par les favoris du Tour d'Italie, qui a lieu en mai. Son parcours vallonné favorise la victoire finale de bons grimpeurs.
Depuis 2001, son arrivée et son départ sont souvent situés à Arco.

## Histoire de la course
La première édition du Tour du Trentin a lieu en 1962. Il s'agit d'une course d'un jour, dont le départ et l'arrivée se situent à Trente. Elle est remportée par Enzo Moser, un des frères de Francesco Moser. Après une seconde édition l'année suivante, le Tour du Trentin n'est plus disputé jusqu'en 1979. Cette année, il remplace le Tour de Sardaigne qui n'est pas organisé en raison de la situation économique difficile de la Sardaigne et des tensions sociales. Le Tour du Trentin est organisé chaque année depuis cette date.
En 1986, le Tour du Trentin est couru sous la forme d'une course en ligne de 235 kilomètres le 28 juin.
Il fait partie de l'UCI Europe Tour depuis sa création en 2005, d'abord en catégorie 2.1 puis 2.HC de 2011 à 2019.
En 2017, la course change de nom et devient le Tour des Alpes (Tour of the Alps) pour promouvoir le tourisme, à la demande des régions traversées par l'épreuve. La course couvre également un territoire plus large dans le nord de l'Italie et l'ouest de l'Autriche.
En 2020, elle intègre l'UCI ProSeries, le deuxième niveau du cyclisme international. Cependant, cette édition est annulée en raison de la pandémie de maladie à coronavirus.

## Palmarès
| Année           | Vainqueur                                   | Deuxième                                    | Troisième                                   |
| --------------- | ------------------------------------------- | ------------------------------------------- | ------------------------------------------- |
| Tour du Trentin |                                             |                                             |                                             |
| 1962            | Enzo Moser                                  | Alcide Cerato                               | Gaetano Sarazin                             |
| 1963            | Guido De Rosso                              | Franco Cribiori                             | Ercole Baldini                              |
| 1964-1978       | non disputé                                 | non disputé                                 | non disputé                                 |
| 1979            | Knut Knudsen                                | Francesco Moser                             | Roger De Vlaeminck                          |
| 1980            | Francesco Moser                             | Tommy Prim                                  | Gianbattista Baronchelli                    |
| 1981            | Roberto Visentini                           | Francesco Moser                             | Giovanni Mantovani                          |
| 1982            | Giuseppe Saronni                            | Francesco Moser                             | Gianbattista Baronchelli                    |
| 1983            | Francesco Moser                             | Bruno Leali                                 | Emanuele Bombini                            |
| 1984            | Franco Chioccioli                           | Emanuele Bombini                            | Luciano Loro                                |
| 1985            | Harald Maier                                | Silvano Contini                             | Gerhard Zadrobilek                          |
| 1986            | Marco Franceschini                          | Giuseppe Calcaterra                         | Primož Čerin                                |
| 1987            | Claudio Corti                               | Gianbattista Baronchelli                    | Tony Rominger                               |
| 1988            | Urs Zimmermann                              | Tony Rominger                               | Helmut Wechselberger                        |
| 1989            | Mauro-Antonio Santaromita                   | Claudio Chiappucci                          | Luca Gelfi                                  |
| 1990            | Gianni Bugno                                | Piotr Ugrumov                               | Leonardo Sierra                             |
| 1991            | Leonardo Sierra                             | Massimiliano Lelli                          | Stephen Hodge                               |
| 1992            | Claudio Chiappucci                          | Roberto Conti                               | Zenon Jaskuła                               |
| 1993            | Maurizio Fondriest                          | Claudio Chiappucci                          | Leonardo Sierra                             |
| 1994            | Moreno Argentin                             | Evgueni Berzin                              | Francesco Casagrande                        |
| 1995            | Heinz Imboden                               | Mariano Piccoli                             | Francesco Frattini                          |
| 1996            | Wladimir Belli                              | Enrico Zaina                                | Nélson Rodríguez                            |
| 1997            | Luc Leblanc                                 | Pavel Tonkov                                | Leonardo Piepoli                            |
| 1998            | Paolo Savoldelli                            | Dario Frigo                                 | Francesco Casagrande                        |
| 1999            | Paolo Savoldelli                            | Gilberto Simoni                             | Marco Pantani                               |
| 2000            | Simone Borgheresi                           | Niklas Axelsson                             | Paolo Savoldelli                            |
| 2001            | Francesco Casagrande                        | Leonardo Piepoli                            | Raimondas Rumšas                            |
| 2002            | Francesco Casagrande                        | Julio Perez Cuapio                          | Gilberto Simoni                             |
| 2003            | Gilberto Simoni                             | Stefano Garzelli                            | Tadej Valjavec                              |
| 2004            | Damiano Cunego                              | Jure Golčer                                 | Gilberto Simoni                             |
| 2005            | Julio Perez Cuapio                          | Evgueni Petrov                              | Sergio Ghisalberti                          |
| 2006            | Damiano Cunego                              | Luca Mazzanti                               | Eddy Ratti                                  |
| 2007            | Damiano Cunego                              | Michele Scarponi                            | Luca Mazzanti                               |
| 2008            | Vincenzo Nibali                             | Stefano Garzelli                            | Domenico Pozzovivo                          |
| 2009            | Ivan Basso                                  | Janez Brajkovič                             | Przemysław Niemiec                          |
| 2010            | Alexandre Vinokourov                        | Riccardo Riccò                              | Domenico Pozzovivo                          |
| 2011            | Michele Scarponi                            | Tiago Machado                               | Luca Ascani                                 |
| 2012            | Domenico Pozzovivo                          | Damiano Cunego                              | Sylwester Szmyd                             |
| 2013            | Vincenzo Nibali                             | Mauro Santambrogio                          | Maxime Bouet                                |
| 2014            | Cadel Evans                                 | Domenico Pozzovivo                          | Przemysław Niemiec                          |
| 2015            | Richie Porte                                | Mikel Landa                                 | Leopold König                               |
| 2016            | Mikel Landa                                 | Tanel Kangert                               | Jakob Fuglsang                              |
| Tour des Alpes  |                                             |                                             |                                             |
| 2017            | Geraint Thomas                              | Thibaut Pinot                               | Domenico Pozzovivo                          |
| 2018            | Thibaut Pinot                               | Domenico Pozzovivo                          | Miguel Ángel López                          |
| 2019            | Pavel Sivakov                               | Tao Geoghegan Hart                          | Vincenzo Nibali                             |
| 2020            | Annulé en raison de la pandémie de Covid-19 | Annulé en raison de la pandémie de Covid-19 | Annulé en raison de la pandémie de Covid-19 |
| 2021            | Simon Yates                                 | Pello Bilbao                                | Aleksandr Vlasov                            |
| 2022            | Romain Bardet                               | Michael Storer                              | Thymen Arensman                             |
| 2023            | Tao Geoghegan Hart                          | Hugh Carthy                                 | Jack Haig                                   |
| 2024            | Juan Pedro López                            | Ben O'Connor                                | Antonio Tiberi                              |
| 2025            | Michael Storer                              | Thymen Arensman                             | Derek Gee                                   |

## Statistiques
| # | Coureurs             | Victoires        |
| - | -------------------- | ---------------- |
| 3 | Damiano Cunego       | 2004, 2006, 2007 |
| 2 | Francesco Moser      | 1980, 1983       |
| 2 | Paolo Savoldelli     | 1998, 1999       |
| 2 | Francesco Casagrande | 2001, 2002       |
| 2 | Vincenzo Nibali      | 2008, 2013       |

| # | Pays                                                 | Victoires |
| - | ---------------------------------------------------- | --------- |
| 1 | Italie                                               | 29        |
| 2 | Australie France Royaume-Uni                         | 3         |
| 3 | Espagne Suisse                                       | 2         |
| 5 | Autriche Kazakhstan Mexique Norvège Venezuela Russie | 1         |